# Sovrani di Berg
In questa lista sono inclusi:

Stemma dei Conti di Berg

- i Conti di Berg, dal 1101 al 1380;
- i Duchi di Berg, dal 1380 al 1806;
- i Granduchi di Berg, dal 1806 al 1813.

## Conti di Berg

### Casa degli Ezzoni
- Ermanno I "Pusillus", Conte Palatino di Lotaringia
- Adolfo I di Lotaringia, Vogt di Deutz, discendente (forse figlio) di Ermanno
- Adolfo II di Lotaringia, Vogt di Deutz, figlio di Adolfo I

### Casa di Berg
- prima del 1068-1106 Adolfo di Hövel (Huuili)
- 1106-1160 Adolfo II, figlio del precedente
- 1160-1189 Engelberto I, figlio del precedente
- 1189-1218 Adolfo III, figlio del precedente
- 1218-1248 Ermengarda, figlia del precedente 
  - 1218-1225 Engelberto II, figlio di Engelberto I, fratello di Adolfo III e zio di Ermengarda, Arcivescovo di Colonia, reggente

### Casa di Limburgo
- 1225-1247 Enrico, marito di Ermengarda, anche Duca di Limburgo, dal 1226
- 1247-1259 Adolfo IV, figlio del precedente e di Ermengarda
- 1259–1296 Adolfo V, figlio del precedente
- 1296–1308 Guglielmo I, fratello del precedente, figlio di Adolfo IV
- 1308–1348 Adolfo VI, nipote di Guglielmo I (zio), Adolfo V (zio) e Adolfo IV (nonno)

### Casa di Jülich-Heimbach
– in unione con Ravensberg –
- 1348–1360 Gerardo, marito di Margherita di Ravensberg, nipote di Adolfo VI; dal 1346, era anche Conte di Ravensberg
- 1360–1380 Guglielmo II, figlio del precedente, anche Conte di Ravensberg; divenne Duca di Berg nel 1380:

## Duchi di Berg

### Casa di Jülich-Heimbach
– in unione con Ravensberg e dal 1423 in unione con il Ducato di Jülich –
- 1380–1408 Guglielmo I (precedentemente conte di Berg, Guglielmo II), anche Conte di Ravensberg sino al 1397;
- 1408–1437 Adolfo, figlio del precedente, anche Conte di Ravensberg dal 1397 e Duca di Jülich, dal 1423
- 1437–1475 Gerardo, nipote del precedente, figlio diGuglielmo di Jülich, anche Conte di Ravensberg e Duca di Jülich
- 1475–1511 Guglielmo II, figlio del precedente, anche Conte di Ravensberg e Duca di Jülich
- 1511–1543 Maria, figlia del precedente, anche Contessa di Ravensberg e duchessa di Jülich

### Casa di Mark
- dal 1521 in parte dello Jülich-Kleve-Berg –
- 1511–1539 Giovanni, marito di Maria di Jülich-Berg, anche Conte di Ravensberg e duca i Jülich, Duca di Kleve e Conte di Mark
- 1539–1592 Guglielmo V, figlio del precedente e di Maria di Jülich-Berg, anche Conte di Ravensberg e duca i Jülich, Duca di Kleve e Conte di Mark
- 1592–1609 Giovanni Guglielmo I, figlio del precedente, anche Conte di Ravensberg e duca i Jülich e Kleve e Conte di Mark

### Casa di Wittelsbach
in unione con Jülich e Palatinato-Neuburg, dal 1690 con l'Elettorato Palatino, dal 1777 con la Baviera
- 1614–1653 Volfango Guglielmo
- 1653–1679 Filippo Guglielmo
- 1679–1716 Giovanni Guglielmo II
- 1716–1742 Carlo Filippo
- 1742–1799 Carlo Teodoro
- 1799–1803 Massimiliano Giuseppe
- 1803–1806 Guglielmo

## Granduchi di Berg

### Casa di Bonaparte
- 1806–1808 Gioacchino Murat
- 1808–1809 Napoleone Bonaparte
- 1809–1813 Napoleone Luigi Bonaparte (sotto la reggenza di Napoleone Bonaparte)